# یواس‌اس سیلم (سی‌ای-۱۳۹)
یواس‌اس سیلم (سی‌ای-۱۳۹) (به انگلیسی: USS Salem (CA-139)) یک کشتی است که طول آن ۷۱۷ فوت (۲۱۹ متر) می‌باشد. این کشتی در سال ۱۹۴۷ ساخته شد.